# Федерация водного поло Украины
Федерация водного поло Украины, ФВПУ (укр. Федерація водного поло України) — всеукраинская общественная организация, целью которой является развитие водного поло в Украине, организует официальные соревнования по этому виду спорта, является аффилированным членом FINA и LEN — Международной федерации плавания и Европейской федерации плавания, сотрудничает с Национальным олимпийским комитетом, а также другими украинскими и международными спортивными организациями. В своей деятельности руководствуется Уставом, новая редакция которого была утверждена 13 марта 2020 года. Федерация водного поло Украины официально зарегистрирована Минюстом Украины 8 июля 2005 года.
На ноябрь 2021 юридический адрес ФВПУ: г. Киев, ул. Фроловская, дом. 3/34, офис 21-22, почтовый адрес: г. Киев, ул. Драгомирова Михаила, 7, 169 «А».

## История водного поло в Украине
Водное поло, как самостоятельный вид спорта, развивается в Украине более 100 лет. Считается, что первым центром развития водного поло в Украине был Харьков — известно, что уже в 1908—1910 году харьковские спортсмены принимали участие в общероссийских соревнованиях, однако документальных подтверждений этому факту не имеется.
26 июля 1914 года во Львове, на Пелчинских прудах состоялись соревнования по ватерполо с участием спортсменов львовского спортклуба «Погонь» — статья об этом матче вышла в газете «Курьер Львовский» 27 июля 1914 года. Однако дальнейшее развитие водного поло во Львове задержалось из-за начала Первой мировой войны.
В период между двумя мировыми войнами в УССР развитие водного поло возобновилось в Харькове, в частности энтузиастом был преподаватель ГИФКУ Иван Викторович Вржесневский, ставший после окончания войны ректором этого института. В последнем предвоенном первенстве СССР харьковские ватерполисты победили во 2-й группе. Тогда же в первенстве Киева участвовали 34 ватерпольных команды. С 1938 года киевский «Водник» участвовал в чемпионатах СССР.
В послевоенные годы основными центрами развития водного поло в Украине были Киев, Харьков, Львов, Севастополь и Ужгород, в частности в Киеве были восстановлены команды: Наука, Водник, Динамо, Спартак, Большевик, СКИФ, в Львове Динамо и Спартак, в Харькове — Динамо. С 1945 года в чемпионатах СССР принимали участие команды Киева и Львова. Киевское «Динамо» в семидесятых годах ХХ столетия несколько раз было серебряным и бронзовым призёром первенства СССР. В 1974 и 1975 годах украинские команды завоевали бронзовые медали первенства СССР, в 1976 — серебряные, в 1977 году — бронзовые. Наибольшим успехом в этот период стала победа киевского Динамо в розыгрыше Кубка СССР в 1980 году. Львовское Динамо в 1989 и 1991 годах завоевало бронзовые медали первенства СССР, а также дважды было финалистом Кубка СССР.

### История водного поло в Украине
Провозглашение независимости Украины открыло новый этап в развитии национального водного поло. В 1991 году украинские клубы прервали свои выступления в последнем чемпионате СССР, проходившем в Киеве. Весной 1992 года состоялся короткий переходный чемпионат Украины с участием семи команд: киевского и львовского Динамо, Локомотив Харьков, Азов-Мариуполь, Полиграфист Львов, команда Черноморского морского флота Севастополя. Осенью 1992 года начался II чемпионат Украины, проходивший по системе осень-весна. Также в 1992 году стартовали чемпионаты Украины среди женщин, юношей всех возрастов и кубковые соревнования. Тогда же была создана Федерация водного поло Украины, которая до 2005 года действовала без юридической регистрации.
С самого начала все ватерпольные команды Украины были поделены на две лиги: высшую и первую, а начиная с сезона 2017—2018 они поделены на суперлигу и высшую лигу.
С 2021 года все матчи украинских ватерпольных команд сопровождаются онлайн трансляциями. В октябре 2021 ФВПУ одним из своих приоритетов назвала развитие детского водного поло.
28 ноября 2021 года сборная Украины впервые в своей истории стала победителем Лиги наций — турнир проходил в Чехии

## Известные украинские ватерполисты

### Тренеры
- Авдеев, Михаил Михайлович (1931 г.р.), заслуженный тренер СССР[7].
- Бойко, Александр Юрьевич (1942 г.р.), заслуженный тренер СССР, в 1981 и 1985 году возглавлял молодёжную сборную СССР, которая выиграла чемпионат мира и Европы[8].
- Войтович, Александр Михайлович (1953—2021), заслуженный тренер Украины
- Гайдаенко, Юрий Михайлович (29 ноября 1949 — 6 сентября 2018), заслуженный тренер Украины[9].
- Дрозин, Юрий Николаевич (г. Севастополь) (1955), заслуженный тренер Украины, тренер олимпийской сборной Украины в Атланте, также чемпион Европы как игрок, тренер сборной Республики Крым
- Зверев, Владимир Вениаминович — заслуженный тренер Украины
- Зинкевич, Игорь Ильич (23 марта 1958), Сборная Украины, «Динамо» Львов, тренер, заслуженный работник физической культуры и спорта Украины
- Кофнер, Матвей, «Динамо» Львов, заслуженный тренер УССР
- Мартынчик, Вадим (10 января 1934 — 1 сентября 2010), «Динамо» Львов, заслуженный тренер УССР, заслуженный работник физической культуры и спорта Украины[10].
- Обидинский, Александр (1955), заслуженный тренер Украины, тренер сборной Украины и команды «Ильичевск», Мариуполь.
- Пинский, Геннадий Наумович (1932—2017), «Динамо» Львов, заслуженный тренер СССР[11].
- Смеркус, Евгений Давидович (1938—2021), заслуженный тренер СССР
- Смагоринский, Давид, заслуженный тренер СССР (Харьков) — первый тренер Алексея Баркалова

### Игроки
- Баркалов Алексей Степанович олимпийский чемпион 1972 и 1980, бронзовый призёр Олимпиады 1968. В 1993 году включен в Международный Зал Славы плавания, в 1993 году включен в книгу рекордов Гиннеса как игрок, сыгравший 412 матча в составе сборной СССР.
- Белофастов Андрей Владимирович — бронзовый призёр Олимпиады 1992 года.)
- Берендюга Виктор — бронза Олимпиады 1988.
- Жмудский Вадим (Владимир) — олимпийский чемпион-1972).
- Захаров Александр Сергеевич — чемпион мира 1975 г.
- Коваленко Андрей Владимирович — бронзовый призёр Олимпиады-1992
- Прокопчук, Павел Ярославович — обладатель Кубка мира-1983, чемпион Европы 1983, 1985
- Рожков Виталий Борисович — чемпион мира 1975, серебряный призёр чемпионата мира 1973
- Смирнов Николай — бронзовый призёр Олимпиады-1988
- Стратан Дмитрий Иванович — призёр Олимпиады в Сиднее 2000 и в Афинах 2004 в составе сборной России)
- Харин Сергей — чемпион мира и Европы среди юниоров-1982

## Руководство ФВПУ
Президентом ФВПУ 17 июня 2021 стал Александр Юрьевич Свищев, президент ватерпольного клуба Динамо, Львов. Тогда же Александр Кучеренко, возглавлявший ФВПУ с 2000 года, был избран почётным президентом организации.
Основателями Федерации водного поло Украины были Валерий Петрович Дорофеев, судья национальной категории, и Владимир Иванович Высотин, а первым президентом в 1993 году был Вадим Николаевич Чернов, проректор Львовского государственного института физкультуры. В 1997—1999 годах президентом Федерации был Алексей Баркалов. Также руководителями Федерации в разные годы были Александр Коваль, Иосиф Федорович Земцов, Александр Георгиевич Кучеренко.

## Украинские ватерпольные клубы
На ноябрь 2021 года в Украине зарегистрированы ватерпольные клубы:

### Суперлига
- Динамо, Львов
- Сборная Харьковской области
- ВК Мариуполь
- НТУ ХПИ г. Харьков

### Высшая лига
- ДЮСШ N21 г. Киев
- ДЮСШ им. Анатолия Дидуха (ранее ДЮСШ N3) г. Львов
- Сборная Харьковской области-1
- КУ ЛОР Львовский профессиональный колледж спорта (ранее КЗ ЛОР «ЛУФК»)
- Динамо г. Ужгород
- «ДНУ-Днепр» — сборная Днепропетровской области
- Сборная г. Киева
- Сборная Харьковской области-2
- «Меотида» г. Мариуполь

### Женские команды
- Сборная Харьковской области — ШВСМ «Политехник»
- Сборная города Киева
- Сборная Донецкой области
- «ДНУ-Днепр» — сборная Днепропетровской области

В предыдущих чемпионатах состав и количество команд менялись, также в чемпионате Украины участвовали команды Казахстана, Молдавии, Грузии, Белоруссии.

## Соревнования, проходящие под эгидой ФВПУ
Соревнования по водному поло, которые проходят в Украине под эгидой ФВПУ, проводятся среди всех возрастных категорий, включая мужские и женские соревнования. Национальные чемпионаты Украины во всех возрастных группах имеют статус открытых, что предполагает участия в них иностранных команд.
- Открытый чемпионат Украины среди мужчин (проводятся с 1991 года). В нём принимает участие 13 команд, разделенных на Суперлигу (4 команды) и высшую лигу (9 команд).
- Чемпионат Украины среди женщин (19-й в 2020 году) — 4 команды в высшей лиге
- Кубок Украины по водному поло (мужчины)
- Кубок Украины по водному поло (женщины)
- Открытые чемпионаты среди юниоров и юношей по возрастным категориям: U-15, U-17, U-19.[14]

## Ватерпольные сборные Украины
- Мужская сборная Украины
- Женская сборная Украины
- Мужская сборная Украины (юноши)
- Женская сборная Украины (девушки)
- Мужская сборная Украины (юниоры)
- Женская сборная Украины (юниорки)

Национальные сборные Украины выступают в Чемпионатах Европы по водному поло и турнирах Лиги Чемпионов, а также в Чемпионатах мира.